# Morten Lie
Morten Lie (født 17. oktober 1985) er en dansk ishockeyspiller. Han spiller forward for Herning Blue Fox. I sæsonen 2007-2008 spillede han for SønderjyskE Ishockey.
- Højde : 175 cm
- Vægt : 75 kg
- Debut : 2002/2003
- 1.Holdkampe : 127
- A Landskampe : 3
- Debuterede på A-landsholdet 2005/2006 i Ukraine.